# John Larsson (friidrottare)

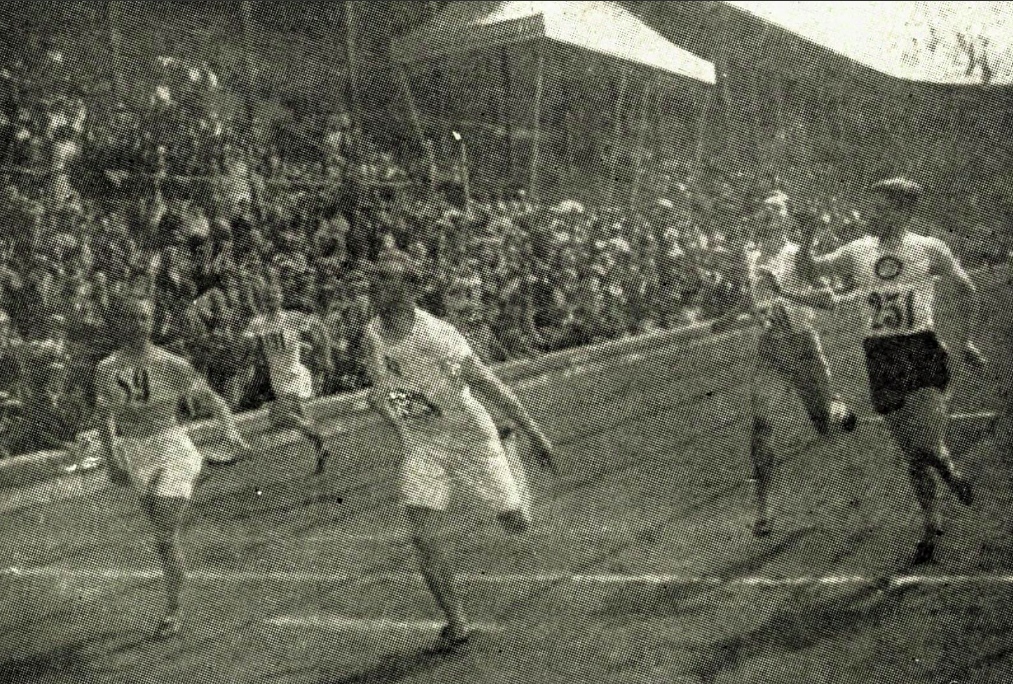
Larsson till vänster, personlig beste med 22,5 sekunder vid Svenska Spelen, Stockholm Stadion 9. juli 1916.

John H. Larsson, född 2 maj 1893, var en svensk friidrottare (kortdistanslöpare) som tävlade för Mariebergs IK i Stockholm.
1916 vann Larsson SM på 100 meter (tid 11,0 sekunder) och 200 meter (tid 22,6 sekunder).

## Personliga rekord
- 100 m: 10,9 s (Köpenhamn, Danmark,  29 augusti 1916)[4][5]
- 200 m: 22,5 s (Stockholms Stadion 9 juli 1916)[6][5]

### Fotnoter
1. 1 2 3 4  Wiger 2006, s. 36.
2. 1 2 3  Wiger 2006, s. 40.
3. ↑  Wiger 2006, s. 149.
4. 1 2  Holmberg 2009, s. 38.
5. 1 2  Personsida på Brinkster, läst 2015-09-15 (inloggning krävs)
6. ↑  Holmberg 2009, s. 69.